# Natpisi iz Nazareta i Sinaja
Gruzijski natpisi iz Nazareta i Sinaja (gruz. ნაზარეთის და სინაის ქართული გრაფიტი) su starogruzijski hodočasnički natpisi napisani drevnim gruzijskim pismom Asomtavruli:str. 464. pronađeni u Nazaretu i planini Sinaj.:str. 457.:str. 37. Iskapanja su provedena pod vodstvom talijanskog arheologa i franjevačkog svećenika Bellarmina Bagattija:str. 14. od 1955. do 1960. godine.:str. 193., 195., 458. Gruzijsko hodočašće prema Svetoj zemlji započela su još u 5. stoljeća, dosežući čak i najudaljenija svetišta.:str. 466.:str. 145.

## Natpisi

### Natpis iz Nazareta
Gruzijski natpisi iz Nazareta slabo su očuvani i fragmentarne su prirode. Od četiri natpisa, samo se jedan može dešifrirati kao cjelovita rečenica sastavljena od četiri skraćene riječi::str. 193., 195., 459.
»ႥႪႤ
ႪႨ«
- Prijevod: "Apostol Pavao"

»Ⴀ«
- Prijevod: "A"

»Ⴉ«
- Prijevod: "K"

»ႸႤ ႨႳ ႵႤ ႢႨ«
- Prijevod: "Isuse Kriste, smiluj se Giorgiju".

### Natpis sa Sinaja
Na Sinaju je otkriveno ukupno dvanaest gruzijskih natpisa. Hodočasnici su ih ostavljali na putu prema svetištima na Sinaju ili na povratku. Gruzijski sinajski natpisi otkriveni su na područjima Wadi Mukattab i Wadi Haggag, oba glavni pravci hodočasničkih ruta u bizantskom i ranoislamskom razdoblju.:str. 462. Većina tih gruzijskih natpisa isklesana je na relativno niskim, lako dostupnim mjestima. Slova su obično mala, njihova veličina ne prelazi nekoliko centimetara, čak ni najveći natpis sa svojih 12 cm visokih slova nije monumentalnog karaktera.:str. 463.
»ႵႤ ႦႭႱႨႫႤ ႸႤ«
- Prijevod: "Isuse Kriste, smiluj se Zosimu".

»ႵႤ ႸႪႤ ႫႬჂ«
- Prijevod: "Isuse Kriste, smiluj se svom redovniku".

»ႼႭ ႱႨႬႠ ႸႤ ႫႤ ႼႭ«
- Prijevod: "Sveti Sinaju, smiluj mi se, o sveti".

»ႣႤ ႠႫ«
- Prijevod: "Veličanstvo, Amen”.

»ႭႭ ႸႤ ႫႨႱႵႨ
ႸႤ ႾႪႬႨ
ႢႡႪ«
- Prijevod: "O,Gospodine, smiluj se Miski, smiluj se plodu(?) Gabrijela".

»ႤႣ ႢႥ«
- Prijevod: "Za molitelja" (?)

»ႢႰႨႢႭႪ«
- Prijevod: "Grigol"

## Datiranje
Gruzijski natpisi pronađeni su urezani, zajedno s grčkim, sirskim, latinskim i armenskim slovima, na žbuci u ostacima drevnog svetišta otkrivenog pod mozaičkim pločnicima porušene bizantske crkve. Datirala ga je Joan E. Taylor u razdoblje između 340. i 427. godine.:str. 137.:str. 38. Gruzijske je nalaze proučavao i objavljivao gruzijski povjesničar i lingvist Zaza Aleksidze. Svi su ti artefakti sačuvani u Franjevačkom muzeju u blizini grčke pravoslavne crkve Navještenja.:str. 193., 195.
Zajedno s gruzijskim natpisima iz Bir el Qutta pronađenim u judejskoj pustinji, najstariji su postojeći gruzijski natpisi.:str. 193., 195. Oni ilustriraju rano hodočašće gruzijskih kršćana u Svetu zemlju ubrzo nakon kristijanizacije Iberije. Werner Seibt sugerira da su gruzijsko pismo u Siro-Palestini mogli izmisliti iseljeni gruzijski redovnici. U njihovom nastojanju možda su podržani od strane visokih aristokratskia sunarodnjaka poput Bakura Iberijca, bizantskog zapovjednika u Palestini.:str. 138.